# Earth vs. the Flying Saucers
Earth vs. the Flying Saucers es una película estadounidense de ciencia ficción de 1956 dirigida por Fred F. Sears. La película tiene efectos especiales realizados por Ray Harryhausen.

## Sinopsis
El gobierno de Estados Unidos ha estado lanzando sondas nucleares a otros planetas para saber si hay vida en ellos. El científico Russel Marvin (Hugh Marlowe) es el responsable. Los radares detectan señales en el espacio y la base militar es atacada por extraterrestres. 
Los científicos descubren que los extraterrestres odian ciertos sonidos y hacen pruebas con el casco de un extraterrestre muerto. La voz del extraterrestre empieza a ser traducida a varios idiomas del mundo. Los extraterrestres invaden Washington D. C. y dan comienzo a la destrucción hasta que el doctor Marvin interviene, salvando al mundo de una invasión intergaláctica.

## Reparto
- Hugh Marlowe (Doctor Russel A. Marvin)
- Joan Taylor (Carol Marvin)
- Donald Curtis (General Huglin)
- Morris Ankrum (John Hanley)
- Thomas Browne Henry (Vicealmirante Adam Eright)
- Grandon Rhodes (General Edmunds)
- John Zaremba (Profesor Kanter)